# Carl Backofen

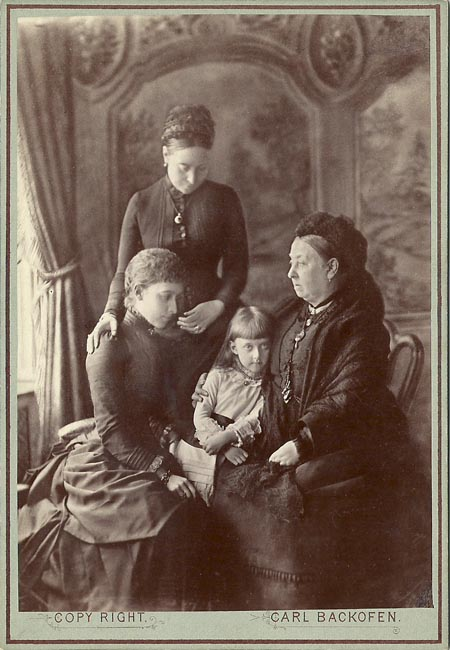
Königin Victoria, sogenannte „Vier-Generationen-Fotografie“, Fotografie Carl Backofen

Carl Franz Backofen (auch Karl Franz Backofen; geb. 28. Oktober 1845 in Darmstadt; gest. 14. Dezember 1926 in Prien am Chiemsee) war ein deutscher Fotograf.

## Leben
Carl Backofen war Sohn des Malers, Fotografen und Musikers Franz Bernhard Ludwig Backofen (1806–1881) und seiner Ehefrau Caroline Margarethe Luise Lindt (1815–1873).
Carl Backofen wurde vom Vater zum Fotografen ausgebildet. Gemeinsam eröffneten sie 1875 das fotografische Atelier C. Backofen in der Riedeselstraße 37 in Darmstadt. Das Atelier hatte unter diesem Namen bis ca. 1904 Bestand gehabt. Da Carl Backofen 1887 letztmals im Einwohnerverzeichnis der Adressbücher von Darmstadt verzeichnet war, hatten Fotografen als Operateure das Atelier C. Backofen weitergeführt: 1887 August Schicktanz, 1888–1889 Gustav Brandseph, 1892–1893 Gustav Backofen, 1896–1898 Johann Stephan Schröder Kgl. Sächs. Hofphotograph, 1899–1900 Joseph Giesinger und Conrad Ruf und 1901–1904 Alfred Ruf und Conrad Ruf. Carl Backofen war zu einem nicht näher bekannten Zeitpunkt Hoffotograf am Darmstädter Hof von Ludwig IV. (Hessen-Darmstadt) geworden.
An den auf die Rückseiten seiner Kabinett-Karten aufgedruckten Adressen ist ablesbar, dass Carl Backofen nicht nur ein Atelier in Darmstadt, sondern auch eins in Bensheim führte.
Bekannt ist ein Eintrag vom 20. Mai 1891 im Matrikelbuch der Königlichen Akademie der Künste in München für Malerei bei Karl Raupp. Bei der Immatrikulierung gab er sein Alter auf 43 Jahre an, was dem Geburtsjahr 1848 entspräche.
Über den weiteren Lebensweg gibt es zurzeit keine weiteren Kenntnisse. Möglicherweise hat er privatisiert und bis zum Tode in München gelebt.
In der Royal Collection sind über einhundert Fotografien erhalten, in der Hauptsache Porträtaufnahmen der königlichen Familie und ihrer Verwandtschaft.